# Sojuz MS-02
Sojuz MS-02 – misja statku Sojuz do Międzynarodowej Stacji Kosmicznej w latach 2016-2017. Celem misji było dostarczenie na ISS członków 49. i 50. stałej załogi stacji. Był to 85. lot załogowy na MSK.

## Załoga

### Podstawowa
- Siergiej Nikołajewicz Ryżykow (1) – dowódca (Rosja, Roskosmos)
- Andriej Iwanowicz Borisienko (2) – inżynier pokładowy (Rosja, Roskosmos)
- Robert Shane Kimbrough (2) – inżynier pokładowy (USA, NASA)

### Rezerwowa
- Aleksandr Misurkin (2) – dowódca (Rosja, Roskosmos)
- Nikołaj Tichonow (1) – inżynier pokładowy (Rosja, Roskosmos)
- Mark Vande Hei (1) – inżynier pokładowy (USA, NASA)

## Przebieg misji
Na kilka dni przed startem, 17 września, został on z przyczyn technicznych przełożony na 1 listopada 2016 r. Przyczyną było zwarcie, które wykryto po umieszczeniu statku pod osłoną aerodynamiczną rakiety. W związku z tym zdecydowano się dokonać zamiany statków, i jako Sojuz MS-02 poleciał egzemplarz przewidziany wcześniej jako Sojuz MS-03. 6 października wyznaczono datę startu na 19 października 2016 roku.
16 października 2016 roku rakieta Sojuz-FG wraz ze statkiem Sojuz została umieszczona na wyrzutni startowej 31 kosmodromu Bajkonur. 19 października 2016 o 08:05:14 UTC nastąpił start, a po 8 minutach i 45 sekundach statek Sojuz został umieszczony na orbicie.
W ciągu dwóch dni na orbicie załoga Sojuza testowała systemy nowej wersji statku. Po ich pomyślnym zakończeniu rozpoczął się manewr dokowania i w efekcie Sojuz MS-02 zacumował do modułu Poisk 21 października 2016 o 09:52 UTC, natomiast ok. 12:20 UTC otworzono właz i załoga znalazła się na pokładzie ISS.
Koniec misji nastąpił 10 kwietnia 2017 roku. Kapsuła Sojuz MS-02 o godzinie 07:57 UTC (09:57 CEST) odłączyła się od Stacji, o 10:27 UTC nastąpił manewr zejścia z orbity, a o 11:20 UTC lądowanie na kazachskim stepie. 

## Galeria

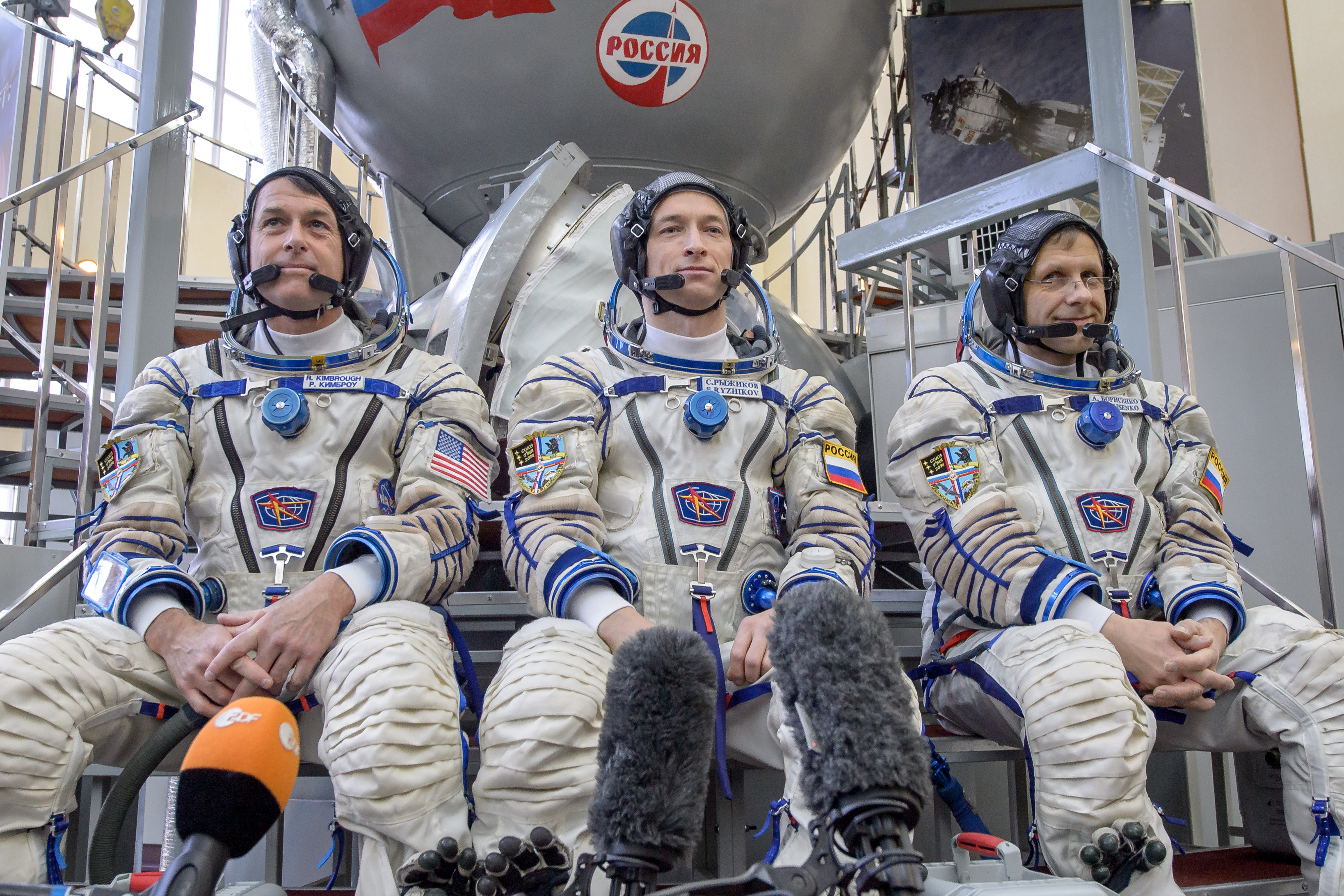
Załoga podczas przygotowań do lotu (luty 2016)
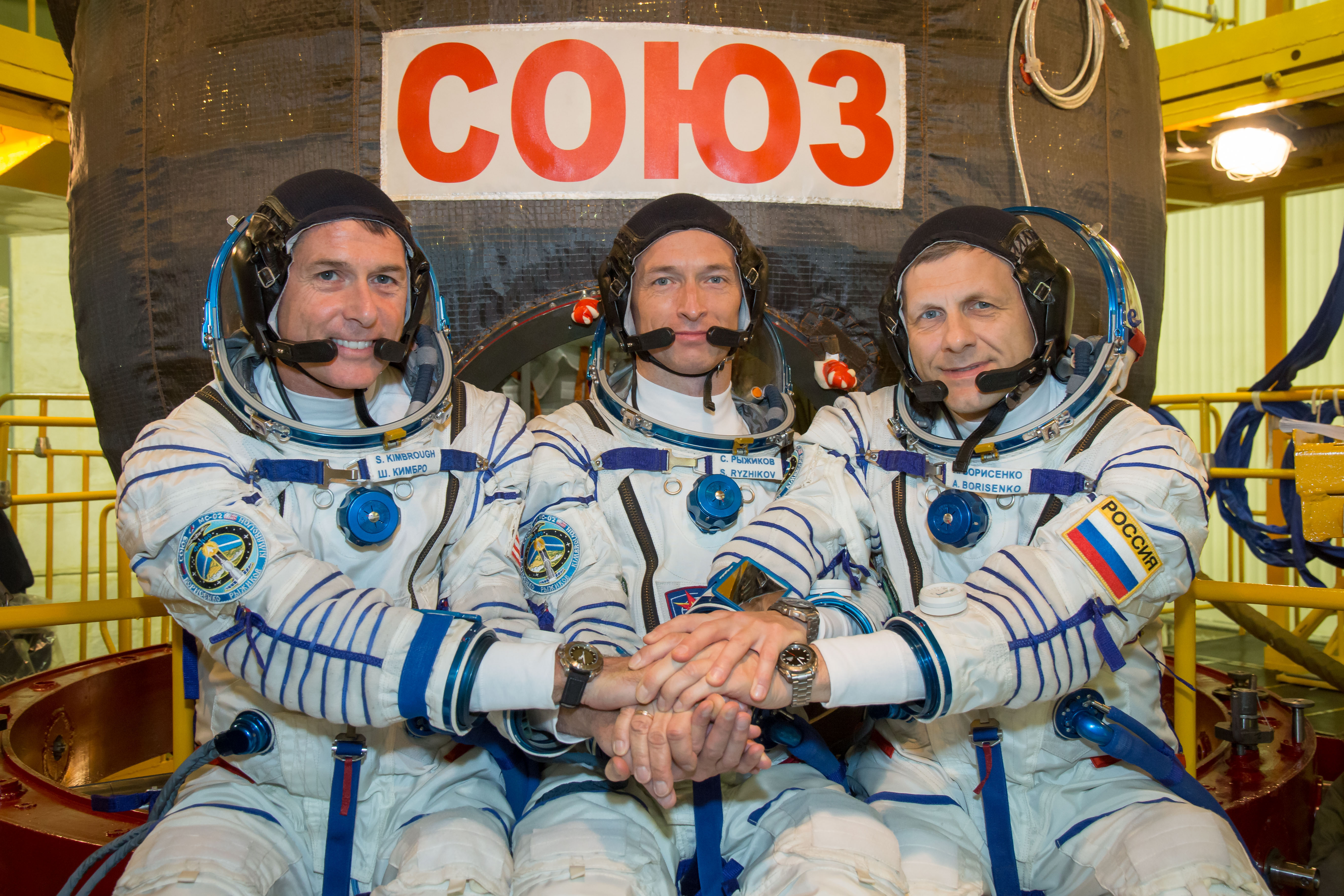
Załoga Sojuza MS-02 na treningu przed lotem (9 września 2016)
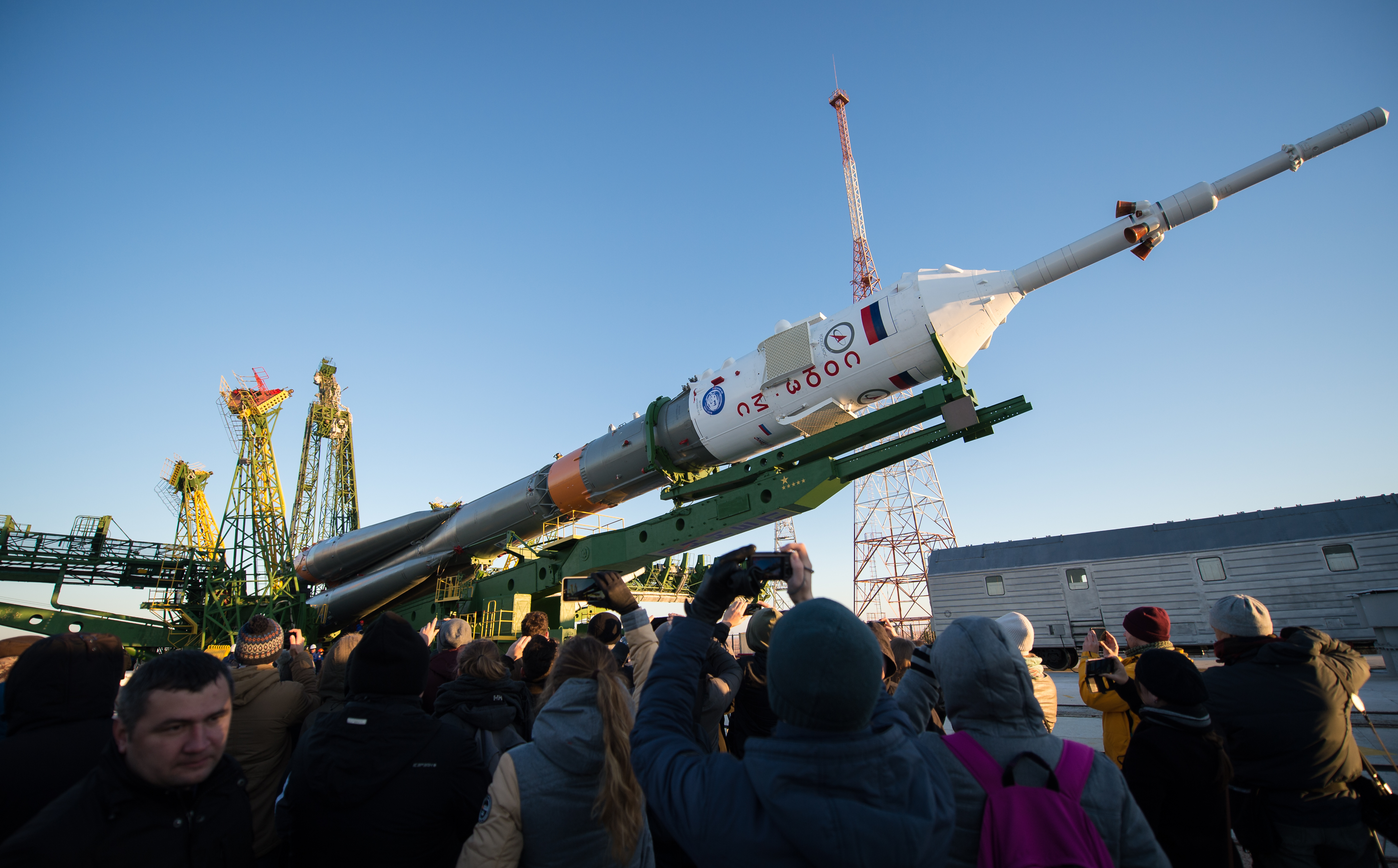
Ustawianie rakiety Sojuz-FG na wyrzutni startowej (16 października 2016)
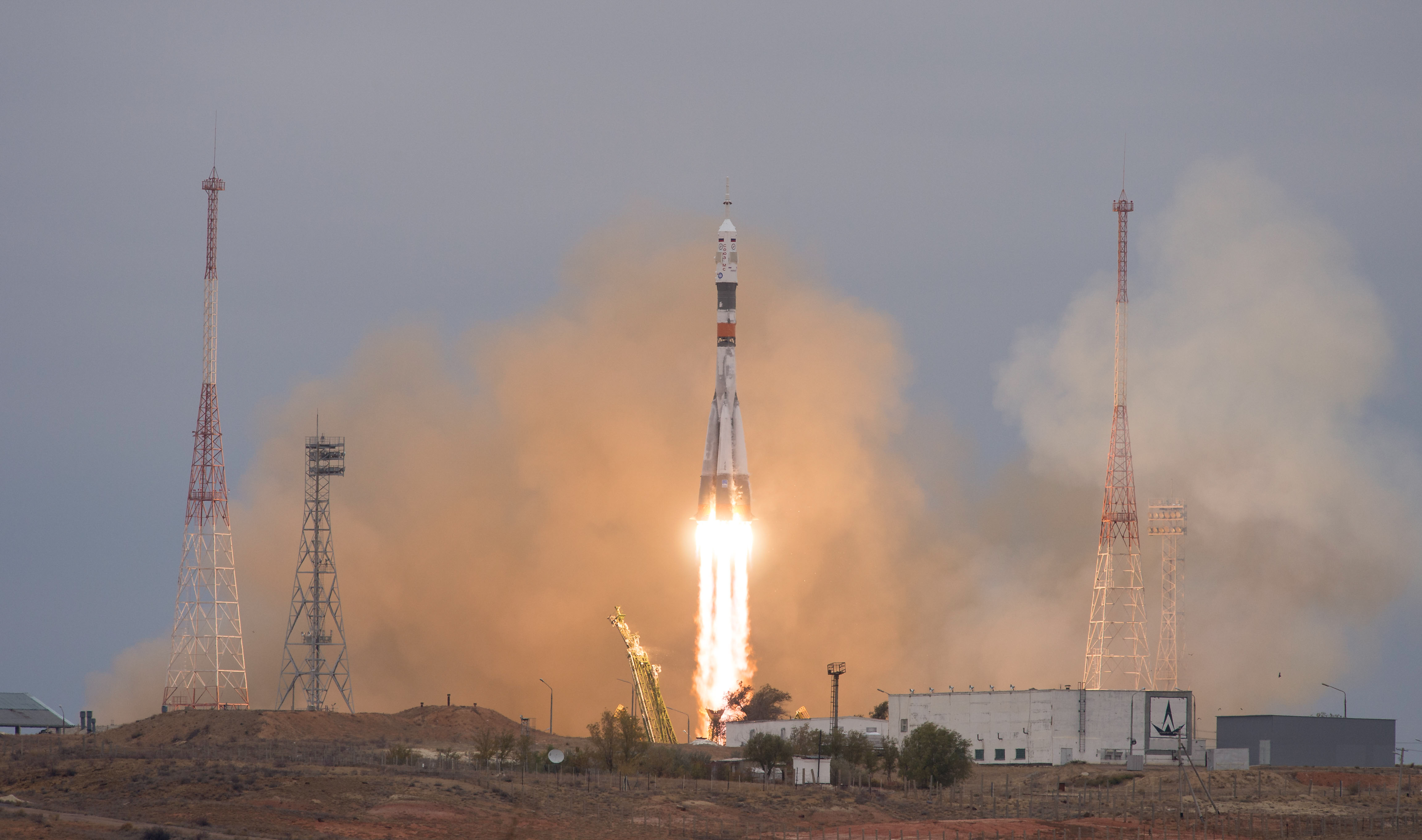
Start misji Sojuz MS-02 (19 października 2016)
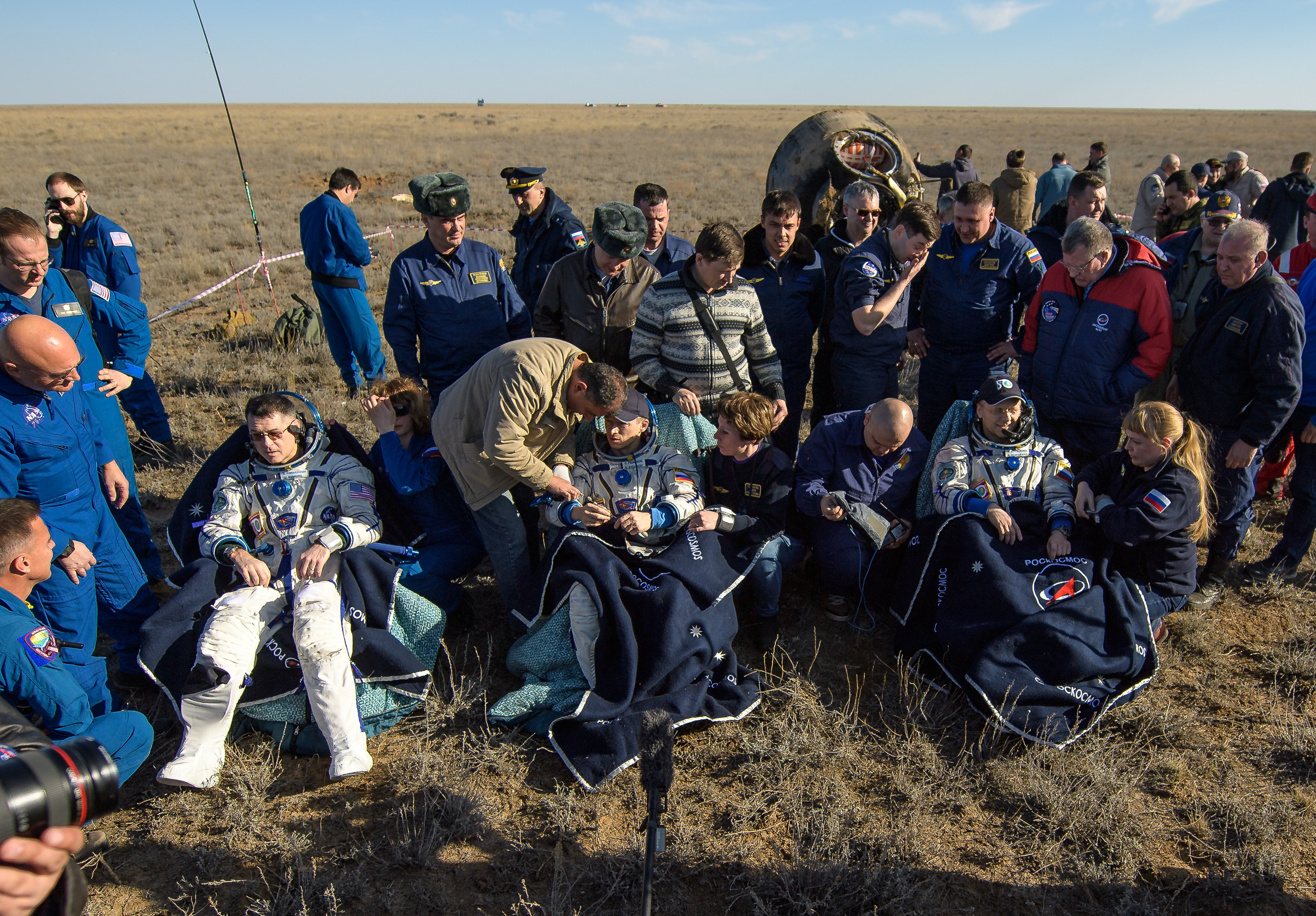
Załoga Sojuza MS-02 po lądowaniu (10 kwietnia 2017)